# جورج باباندريو
جورج باباندريو (باليونانية: Γεώργιος Παπανδρέου)‏ (16 يونيو 1952 -)، رئيس وزراء اليونان بالفترة من 6 أكتوبر 2009 إلى تاريخ استقالته في 9 نوفمبر 2011، وكانت استقالته بسبب الأزمة المالية المستفحلة والتي يخشى أن تؤدي إلى إفلاس البلاد.

## روابط خارجية
- جورج باباندريو على موقع IMDb (الإنجليزية)
- جورج باباندريو على موقع الموسوعة البريطانية (الإنجليزية)
- جورج باباندريو على موقع الموسوعة البريطانية (الإنجليزية)
- جورج باباندريو على موقع مونزينجر (الألمانية)
- جورج باباندريو على موقع إن إن دي بي (الإنجليزية)